# Kapuska
Une proposition de fusion est en cours entre Kapuska et Kapouska.

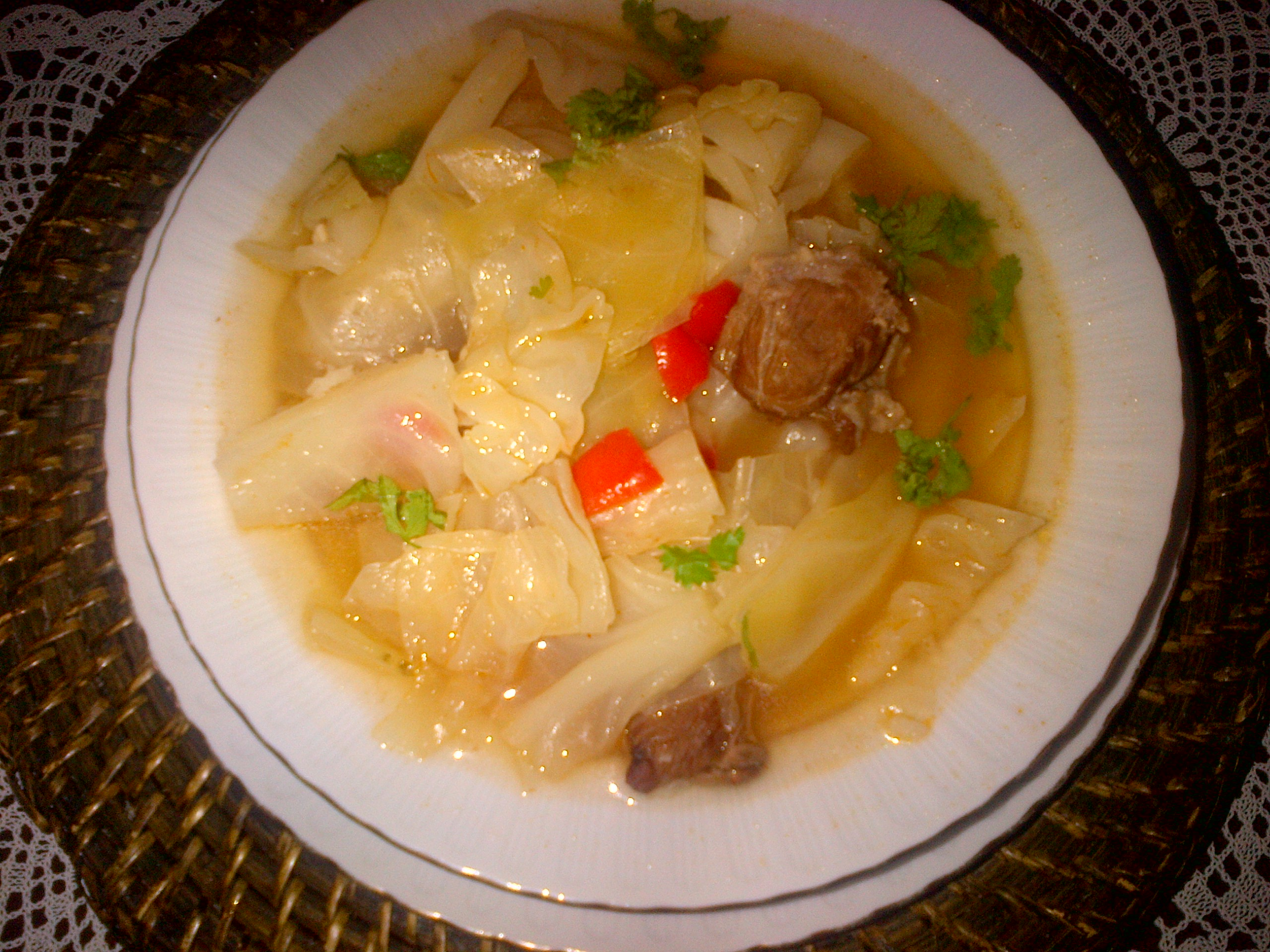
Kapuska au veau.

Le/la(?) kapuska est un ragoût des cuisines turque et balkanique, dont le nom est dérivé du mot des langues slaves pour le chou (kapusta). Bien que le nom soit importé, le plat est une version turque d'un ragoût de chou commun en Russie, en Ukraine, en Pologne et dans d'autres pays d'Europe de l'Est. Le kapuska est largement connu et consommé dans les régions de Thrace et de la mer Noire en Turquie.
Le kapuska est cuisiné de différentes manières en Turquie : avec des pois chiches, du boulghour, du riz, de la viande hachée, de l'agneau, du bœuf ou végétarien.
Il est connu pour être un plat de pauvre. Le poète turc Fethi Naci écrit dans ses mémoires que, pendant la Seconde Guerre mondiale, le plat qu'ils ont le plus mangé était la kapuska.

## Recettes
On trouve des recettes avec de la viande ou en version végétarienne avec du riz.